# 数値解析の項目一覧
この記事では数値解析に関する項目の一覧を示す。

## 誤差
- 離散化誤差
- 区間演算
- アフィン演算
- 精度保証付き数値計算
- 計算機援用証明
- 数値的安定性
- 任意精度演算
- 浮動小数点数

## 線形計算
- 数値線形代数
  - 行列の分解
    - LU分解
    - QR分解
    - コレスキー分解
    - 固有値分解
    - 特異値分解

  - 共役勾配法
  - クリロフ部分空間
  - シュトラッセンのアルゴリズム
  - 条件数
  - 前処理行列
- 固有値問題の数値解法
  - ゲルシュゴリンの定理
  - べき乗法・逆べき乗法
  - ヤコビ法 (固有値問題)
- 高性能計算

## 微分方程式
- 常微分方程式の数値解法
  - 線型多段法
  - ルンゲ＝クッタ法のリスト
  - 硬い方程式
- 偏微分方程式の数値解法
  - 境界要素法
  - 差分法
  - 代用電荷法
  - 有限体積法
  - 有限要素法
- 可積分アルゴリズム
- 超収束

## 数値積分
- 台形公式
- ガウス求積
- ガウス＝クロンロッド求積法
- 二重指数関数型数値積分公式

## 求根アルゴリズムと関連する項目
- 割線法
- デュラン＝カーナー法
- ニュートン法
  - 区間ニュートン法
  - ニュートン＝カントロビッチの定理
- ブレント法

## 補間
- スプライン補間
- 線形補間
- ニュートン補間
- ラグランジュ補間

## ツール
- Wolfram Alpha
- 数値解析ソフトウェア
  - GNU Octave
  - Mathematica
  - MATLAB
- 数値解析ソフトの比較
- 線型代数学ライブラリの比較
  - INTLAB
  - LAPACK
  - OpenBLAS

## 応用分野
- 計算化学
- 計算幾何学
  - 計算幾何学の書籍一覧
- 計算生物学
- 計算物理学
- 数値流体力学

## 研究者

### 日本
- 伊理正夫
- 占部実
- 大石進一
- 杉原正顯
- 速水謙
- 森正武

### 海外
- ウィリアム・カハン

#### アメリカ合衆国
- ジーン・ゴラブ
- リチャード・バルガ
- ウォルター・ゴーチ
- クリーブ・モラー

#### ドイツ
- ウルリヒ・クリッシュ
- ゲッツ・アールフェルト
- フォルクマール・ボルネマン
- ペーター・ドイフルハード
- アンドレアス・フロマー

#### イギリス
- ニコラス・ハイアム
- ニック・トレフェセン
- ジェームズ・H・ウィルキンソン

## 関連する学会・研究集会

### 日本
- 数値解析シンポジウム
- 日本応用数理学会
- 日本シミュレーション学会
- 日本数学会・応用数学分科会

### 海外
- アメリカ数学会
- 応用数理国際会議
- SCAN (国際研究集会)
- SIAM (学会)

## その他
- 数列の加速法
- 反復法
- 分割統治法